# Departementen van Argentinië
De provincies van Argentinië zijn onderverdeeld in kleinere eenheden die departamentos worden genoemd. Er zijn 377 departementen in Argentinië, dit aantal is exclusief Antártida Argentina en Islas del Atlántico Sur, gebieden waar Argentinië aanspraak op maakt maar niet in Argentijnse handen zijn.
De provincie Buenos Aires heeft 135 vergelijkbare partidos.
Departementen en partidos zijn onderverdeeld in gemeenten of districten.
| Provincie           | Departement                    | Hoofdplaats                            |
| ------------------- | ------------------------------ | -------------------------------------- |
| Catamarca           | Ambato                         | La Puerta                              |
| Catamarca           | Ancasti                        | Ancasti                                |
| Catamarca           | Andalgalá                      | Andalgalá                              |
| Catamarca           | Antofagasta de la Sierra       | Antofagasta de la Sierra               |
| Catamarca           | Belén                          | Belén                                  |
| Catamarca           | Capayán                        | Chumbicha                              |
| Catamarca           | Capital                        | San Fernando del Valle de Catamarca    |
| Catamarca           | El Alto                        | El Alto                                |
| Catamarca           | Fray Mamerto Esquiú            | San José                               |
| Catamarca           | La Paz                         | Recreo                                 |
| Catamarca           | Paclín                         | La Merced                              |
| Catamarca           | Pomán                          | Saujil                                 |
| Catamarca           | Santa María                    | Santa María                            |
| Catamarca           | Santa Rosa                     | Bañado de Ovanta                       |
| Catamarca           | Tinogasta                      | Tinogasta                              |
| Catamarca           | Valle Viejo                    | San Isidro                             |
| Chaco               | Almirante Brown                | Pampa del Infierno                     |
| Chaco               | Bermejo                        | La Leonesa                             |
| Chaco               | Chacabuco                      | Charata                                |
| Chaco               | Comandante Fernández           | Presidencia Roque Sáenz Peña           |
| Chaco               | Doce de Octubre                | General Pinedo                         |
| Chaco               | Dos de Abril                   | Hermoso Campo                          |
| Chaco               | Fray Justo Santa María de Oro  | Santa Sylvina                          |
| Chaco               | General Belgrano               | Corzuela                               |
| Chaco               | General Donovan                | Makallé                                |
| Chaco               | General Güemes                 | Juan José Castelli                     |
| Chaco               | Independencia                  | Campo Largo                            |
| Chaco               | Libertad                       | Puerto Tirol                           |
| Chaco               | Libertador General San Martín  | General José de San Martín             |
| Chaco               | Maipú                          | Tres Isletas                           |
| Chaco               | Mayor Luis Jorge Fontana       | Villa Ángela                           |
| Chaco               | Nueve de Julio                 | Las Breñas                             |
| Chaco               | O'Higgins                      | San Bernardo                           |
| Chaco               | Presidencia de la Plaza        | Presidencia de la Plaza                |
| Chaco               | Primero de Mayo                | Margarita Belén                        |
| Chaco               | Quitilipi                      | Quitilipi                              |
| Chaco               | San Fernando                   | Resistencia                            |
| Chaco               | San Lorenzo                    | Villa Berthet                          |
| Chaco               | Sargento Cabral                | Colonia Elisa                          |
| Chaco               | Tapenagá                       | Charadai                               |
| Chaco               | Veinticinco de Mayo            | Machagai                               |
| Chubut              | Biedma                         | Puerto Madryn                          |
| Chubut              | Cushamen                       | Cushamen                               |
| Chubut              | Escalante                      | Comodoro Rivadavia                     |
| Chubut              | Florentino Ameghino            | Camarones                              |
| Chubut              | Futaleufú                      | Esquel                                 |
| Chubut              | Gaiman                         | Gaiman                                 |
| Chubut              | Gastre                         | Gastre                                 |
| Chubut              | Languiñeo                      | Tecka                                  |
| Chubut              | Mártires                       | Las Plumas                             |
| Chubut              | Paso de Indios                 | Paso de Indios                         |
| Chubut              | Rawson                         | Rawson                                 |
| Chubut              | Río Senguer                    | Alto Río Senguer                       |
| Chubut              | Sarmiento                      | Sarmiento                              |
| Chubut              | Tehuelches                     | José de San Martín                     |
| Chubut              | Telsen                         | Telsen                                 |
| Córdoba             | Calamuchita                    | San Agustín                            |
| Córdoba             | Capital                        | Córdoba                                |
| Córdoba             | Colón                          | Jesús María                            |
| Córdoba             | Cruz del Eje                   | Cruz del Eje                           |
| Córdoba             | General Roca                   | Villa Huidobro                         |
| Córdoba             | General San Martín             | Villa María                            |
| Córdoba             | Ischilín                       | Deán Funes                             |
| Córdoba             | Juárez Celman                  | La Carlota                             |
| Córdoba             | Marcos Juárez                  | Marcos Juárez                          |
| Córdoba             | Minas                          | San Carlos Minas                       |
| Córdoba             | Pocho                          | Salsacate                              |
| Córdoba             | Presidente Roque Sáenz Peña    | Laboulaye                              |
| Córdoba             | Punilla                        | Cosquín                                |
| Córdoba             | Río Cuarto                     | Río Cuarto                             |
| Córdoba             | Río Primero                    | Santa Rosa de Río Primero              |
| Córdoba             | Río Seco                       | Villa de María                         |
| Córdoba             | Río Segundo                    | Villa del Rosario                      |
| Córdoba             | San Alberto                    | Villa Cura Brochero                    |
| Córdoba             | San Javier                     | Villa Dolores                          |
| Córdoba             | San Justo                      | San Francisco                          |
| Córdoba             | Santa María                    | Alta Gracia                            |
| Córdoba             | Sobremonte                     | San Francisco del Chañar               |
| Córdoba             | Tercero Arriba                 | Oliva                                  |
| Córdoba             | Totoral                        | Villa del Totoral                      |
| Córdoba             | Tulumba                        | Villa Tulumba                          |
| Córdoba             | Unión                          | Bell Ville                             |
| Corrientes          | Bella Vista                    | Bella Vista                            |
| Corrientes          | Berón de Astrada               | San Antonio de Itatí                   |
| Corrientes          | Capital                        | Corrientes                             |
| Corrientes          | Concepción                     | Concepción                             |
| Corrientes          | Curuzú Cuatiá                  | Curuzú Cuatiá                          |
| Corrientes          | Empedrado                      | Empedrado                              |
| Corrientes          | Esquina                        | Esquina                                |
| Corrientes          | General Alvear                 | Alvear                                 |
| Corrientes          | General Paz                    | Nuestra Señora del Rosario de Caá Catí |
| Corrientes          | Goya                           | Goya                                   |
| Corrientes          | Itatí                          | Itatí                                  |
| Corrientes          | Ituzaingó                      | Ituzaingó                              |
| Corrientes          | Lavalle                        | Lavalle                                |
| Corrientes          | Mburucuyá                      | Mburucuyá                              |
| Corrientes          | Mercedes                       | Mercedes                               |
| Corrientes          | Monte Caseros                  | Monte Caseros                          |
| Corrientes          | Paso de los Libres             | Paso de los Libres                     |
| Corrientes          | Saladas                        | Saladas                                |
| Corrientes          | San Cosme                      | San Cosme                              |
| Corrientes          | San Luis del Palmar            | San Luis del Palmar                    |
| Corrientes          | San Martín                     | La Cruz                                |
| Corrientes          | San Miguel                     | San Miguel                             |
| Corrientes          | San Roque                      | San Roque                              |
| Corrientes          | Santo Tomé                     | Santo Tomé                             |
| Corrientes          | Sauce                          | Sauce                                  |
| Entre Ríos          | Colón                          | Colón                                  |
| Entre Ríos          | Concordia                      | Concordia                              |
| Entre Ríos          | Diamante                       | Diamante                               |
| Entre Ríos          | Federación                     | Federación                             |
| Entre Ríos          | Federal                        | Federal                                |
| Entre Ríos          | Gualeguay                      | Gualeguay                              |
| Entre Ríos          | Gualeguaychú                   | Gualeguaychú                           |
| Entre Ríos          | Islas del Ibicuy               | Villa Paranacito                       |
| Entre Ríos          | La Paz                         | La Paz                                 |
| Entre Ríos          | Nogoyá                         | Nogoyá                                 |
| Entre Ríos          | Paraná                         | Paraná                                 |
| Entre Ríos          | San José de Feliciano          | San José de Feliciano                  |
| Entre Ríos          | San Salvador                   | San Salvador                           |
| Entre Ríos          | Tala                           | Rosario del Tala                       |
| Entre Ríos          | Uruguay                        | Concepción del Uruguay                 |
| Entre Ríos          | Victoria                       | Victoria                               |
| Entre Ríos          | Villaguay                      | Villaguay                              |
| Formosa             | Bermejo                        | Laguna Yema                            |
| Formosa             | Formosa                        | Formosa                                |
| Formosa             | Laishi                         | San Francisco de Laishi                |
| Formosa             | Matacos                        | Ingeniero Juárez                       |
| Formosa             | Patiño                         | Comandante Fontana                     |
| Formosa             | Pilagás                        | El Espinillo                           |
| Formosa             | Pilcomayo                      | Clorinda                               |
| Formosa             | Pirané                         | Pirané                                 |
| Formosa             | Ramón Lista                    | General Enrique Mosconi                |
| Jujuy               | Cochinoca                      | Abra Pampa                             |
| Jujuy               | Doctor Manuel Belgrano         | San Salvador de Jujuy                  |
| Jujuy               | El Carmen                      | El Carmen                              |
| Jujuy               | Humahuaca                      | Humahuaca                              |
| Jujuy               | Ledesma                        | Libertador General San Martín          |
| Jujuy               | Palpalá                        | Palpalá                                |
| Jujuy               | Rinconada                      | Rinconada                              |
| Jujuy               | San Antonio                    | San Antonio                            |
| Jujuy               | San Pedro                      | San Pedro de Jujuy                     |
| Jujuy               | Santa Bárbara                  | Palma Sola                             |
| Jujuy               | Santa Catalina                 | Santa Catalina                         |
| Jujuy               | Susques                        | Susques                                |
| Jujuy               | Tilcara                        | Tilcara                                |
| Jujuy               | Tumbaya                        | Tumbaya                                |
| Jujuy               | Valle Grande                   | Valle Grande                           |
| Jujuy               | Yavi                           | La Quiaca                              |
| La Pampa            | Atreucó                        | Macachín                               |
| La Pampa            | Caleu Caleu                    | La Adela                               |
| La Pampa            | Capital                        | Santa Rosa                             |
| La Pampa            | Catriló                        | Catriló                                |
| La Pampa            | Chalileo                       | Santa Isabel                           |
| La Pampa            | Chapaleufú                     | Intendente Alvear                      |
| La Pampa            | Chical Co                      | Algarrobo del Águila                   |
| La Pampa            | Conhelo                        | Eduardo Castex                         |
| La Pampa            | Curacó                         | Puelches                               |
| La Pampa            | Guatraché                      | Guatraché                              |
| La Pampa            | Hucal                          | Bernasconi                             |
| La Pampa            | Lihuel Calel                   | Cuchillo-Có                            |
| La Pampa            | Limay Mahuida                  | Limay Mahuida                          |
| La Pampa            | Loventué                       | Victorica                              |
| La Pampa            | Maracó                         | General Pico                           |
| La Pampa            | Puelén                         | Veinticinco de Mayo                    |
| La Pampa            | Quemú Quemú                    | Quemú Quemú                            |
| La Pampa            | Rancul                         | Rancul                                 |
| La Pampa            | Realicó                        | Realicó                                |
| La Pampa            | Toay                           | Toay                                   |
| La Pampa            | Trenel                         | Trenel                                 |
| La Pampa            | Utracán                        | General Acha                           |
| La Rioja            | Arauco                         | Aimogasta                              |
| La Rioja            | Capital                        | La Rioja                               |
| La Rioja            | Castro Barros                  | Aminga                                 |
| La Rioja            | Chamical                       | Chamical                               |
| La Rioja            | Chilecito                      | Chilecito                              |
| La Rioja            | Coronel Felipe Varela          | Villa Unión                            |
| La Rioja            | Famatina                       | Famatina                               |
| La Rioja            | General Ángel Vicente Peñaloza | Tama                                   |
| La Rioja            | General Belgrano               | Olta                                   |
| La Rioja            | General Juan Facundo Quiroga   | Malanzán                               |
| La Rioja            | General Lamadrid               | Villa Castelli                         |
| La Rioja            | General Ocampo                 | Villa Santa Rita de Catuna             |
| La Rioja            | General San Martín             | Ulapes                                 |
| La Rioja            | Independencia                  | Patquía                                |
| La Rioja            | Rosario Vera Peñaloza          | Chepes                                 |
| La Rioja            | San Blas de los Sauces         | San Blas                               |
| La Rioja            | Sanagasta                      | Villa Sanagasta                        |
| La Rioja            | Vinchina                       | Villa San José de Vinchina             |
| Mendoza             | Capital                        | Mendoza                                |
| Mendoza             | General Alvear                 | General Alvear                         |
| Mendoza             | Godoy Cruz                     | Godoy Cruz                             |
| Mendoza             | Guaymallén                     | Villa Nueva                            |
| Mendoza             | Junín                          | Junín                                  |
| Mendoza             | La Paz                         | La Paz                                 |
| Mendoza             | Las Heras                      | Las Heras                              |
| Mendoza             | Lavalle                        | Villa Tulumaya                         |
| Mendoza             | Luján de Cuyo                  | Luján de Cuyo                          |
| Mendoza             | Maipú                          | Maipú                                  |
| Mendoza             | Malargüe                       | Malargüe                               |
| Mendoza             | Rivadavia                      | Rivadavia                              |
| Mendoza             | San Carlos                     | San Carlos                             |
| Mendoza             | San Martín                     | San Martín                             |
| Mendoza             | San Rafael                     | San Rafael                             |
| Mendoza             | Santa Rosa                     | Santa Rosa                             |
| Mendoza             | Tunuyán                        | Tunuyán                                |
| Mendoza             | Tupungato                      | Tupungato                              |
| Misiones            | Apóstoles                      | Apóstoles                              |
| Misiones            | Cainguás                       | Campo Grande                           |
| Misiones            | Candelaria                     | Santa Ana                              |
| Misiones            | Capital                        | Posadas                                |
| Misiones            | Concepción                     | Concepción de la Sierra                |
| Misiones            | Eldorado                       | Eldorado                               |
| Misiones            | General Manuel Belgrano        | Bernardo de Irigoyen                   |
| Misiones            | Guaraní                        | El Soberbio                            |
| Misiones            | Iguazú                         | Puerto Esperanza                       |
| Misiones            | Leandro N. Alem                | Leandro N. Alem                        |
| Misiones            | Libertador General San Martín  | Puerto Rico                            |
| Misiones            | Montecarlo                     | Montecarlo                             |
| Misiones            | Oberá                          | Oberá                                  |
| Misiones            | San Ignacio                    | San Ignacio                            |
| Misiones            | San Javier                     | San Javier                             |
| Misiones            | San Pedro                      | San Pedro                              |
| Misiones            | Veinticinco de Mayo            | Alba Posse                             |
| Neuquén             | Aluminé                        | Aluminé                                |
| Neuquén             | Añelo                          | Añelo                                  |
| Neuquén             | Catán Lil                      | Las Coloradas                          |
| Neuquén             | Chos Malal                     | Chos Malal                             |
| Neuquén             | Collón Curá                    | Piedra del Águila                      |
| Neuquén             | Confluencia                    | Neuquén                                |
| Neuquén             | Huiliches                      | Junín de los Andes                     |
| Neuquén             | Lácar                          | San Martín de los Andes                |
| Neuquén             | Loncopué                       | Loncopué                               |
| Neuquén             | Los Lagos                      | Villa La Angostura                     |
| Neuquén             | Minas                          | Andacollo                              |
| Neuquén             | Ñorquín                        | El Huecú                               |
| Neuquén             | Pehuenches                     | Buta Ranquil                           |
| Neuquén             | Picunches                      | Las Lajas                              |
| Neuquén             | Picún Leufú                    | Picún Leufú                            |
| Neuquén             | Zapala                         | Zapala                                 |
| Río Negro           | Adolfo Alsina                  | Viedma                                 |
| Río Negro           | Avellaneda                     | Choele Choel                           |
| Río Negro           | Bariloche                      | San Carlos de Bariloche                |
| Río Negro           | Conesa                         | General Conesa                         |
| Río Negro           | El Cuy                         | El Cuy                                 |
| Río Negro           | General Roca                   | General Roca                           |
| Río Negro           | Ñorquincó                      | Ñorquincó                              |
| Río Negro           | Nueve de Julio                 | Sierra Colorada                        |
| Río Negro           | Pichi Mahuida                  | Río Colorado                           |
| Río Negro           | Pilcaniyeu                     | Pilcaniyeu                             |
| Río Negro           | San Antonio                    | San Antonio Oeste                      |
| Río Negro           | Valcheta                       | Valcheta                               |
| Río Negro           | Veinticinco de Mayo            | Maquinchao                             |
| Salta               | Anta                           | Joaquín Víctor González                |
| Salta               | Cachi                          | Cachi                                  |
| Salta               | Cafayate                       | Cafayate                               |
| Salta               | Capital                        | Salta                                  |
| Salta               | Cerrillos                      | Cerrillos                              |
| Salta               | Chicoana                       | Chicoana                               |
| Salta               | General Güemes                 | General Güemes                         |
| Salta               | General San Martín             | Tartagal                               |
| Salta               | Guachipas                      | Guachipas                              |
| Salta               | Iruya                          | Iruya                                  |
| Salta               | La Caldera                     | La Caldera                             |
| Salta               | La Candelaria                  | La Candelaria                          |
| Salta               | La Poma                        | La Poma                                |
| Salta               | La Viña                        | La Viña                                |
| Salta               | Los Andes                      | San Antonio de los Cobres              |
| Salta               | Metán                          | San José de Metán                      |
| Salta               | Molinos                        | Molinos                                |
| Salta               | Orán                           | San Ramón de la Nueva Orán             |
| Salta               | Rivadavia                      | Rivadavia                              |
| Salta               | Rosario de Lerma               | Rosario de Lerma                       |
| Salta               | Rosario de la Frontera         | Rosario de la Frontera                 |
| Salta               | San Carlos                     | San Carlos                             |
| Salta               | Santa Victoria                 | Santa Victoria Oeste                   |
| San Juan            | Albardón                       | Villa General San Martín               |
| San Juan            | Angaco                         | Villa del Salvador                     |
| San Juan            | Calingasta                     | Tamberías                              |
| San Juan            | Capital                        | San Juan                               |
| San Juan            | Caucete                        | Caucete                                |
| San Juan            | Chimbas                        | Villa Paula Albarracín de Sarmiento    |
| San Juan            | Iglesia                        | Rodeo                                  |
| San Juan            | Jáchal                         | San José de Jáchal                     |
| San Juan            | Nueve de Julio                 | Nueve de Julio                         |
| San Juan            | Pocito                         | Villa Alberastain                      |
| San Juan            | Rawson                         | Villa Krause                           |
| San Juan            | Rivadavia                      | Rivadavia                              |
| San Juan            | San Martín                     | San Isidro                             |
| San Juan            | Santa Lucía                    | Santa Lucía                            |
| San Juan            | Sarmiento                      | Villa Media Agua                       |
| San Juan            | Ullum                          | Villa Ibáñez                           |
| San Juan            | Valle Fértil                   | Villa San Agustín                      |
| San Juan            | Veinticindo de Mayo            | Villa Santa Rosa                       |
| San Juan            | Zonda                          | Villa Basilio Nievas                   |
| San Luis            | Ayacucho                       | San Francisco del Monte de Oro         |
| San Luis            | Belgrano                       | Villa General Roca                     |
| San Luis            | Chacabuco                      | Concarán                               |
| San Luis            | Coronel Pringles               | La Toma                                |
| San Luis            | General Pedernera              | Villa Mercedes                         |
| San Luis            | Gobernador Dupuy               | Buena Esperanza                        |
| San Luis            | Juan Martín de Pueyrredón      | San Luis                               |
| San Luis            | Junín                          | Santa Rosa de Conlara                  |
| San Luis            | Libertador General San Martín  | San Martín                             |
| Santa Cruz          | Corpen Aike                    | Puerto Santa Cruz                      |
| Santa Cruz          | Deseado                        | Puerto Deseado                         |
| Santa Cruz          | Güer Aike                      | Río Gallegos                           |
| Santa Cruz          | Lago Argentino                 | El Calafate                            |
| Santa Cruz          | Lago Buenos Aires              | Perito Moreno                          |
| Santa Cruz          | Magallanes                     | Puerto San Julián                      |
| Santa Cruz          | Río Chico                      | Gobernador Gregores                    |
| Santa Fe            | Belgrano                       | Las Rosas                              |
| Santa Fe            | Caseros                        | Casilda                                |
| Santa Fe            | Castellanos                    | Rafaela                                |
| Santa Fe            | Constitución                   | Villa Constitución                     |
| Santa Fe            | Garay                          | Helvecia                               |
| Santa Fe            | General López                  | Melincué                               |
| Santa Fe            | General Obligado               | Reconquista                            |
| Santa Fe            | Iriondo                        | Cañada de Gómez                        |
| Santa Fe            | La Capital                     | Santa Fe                               |
| Santa Fe            | Las Colonias                   | Esperanza                              |
| Santa Fe            | Nueve de Julio                 | Tostado                                |
| Santa Fe            | Rosario                        | Rosario                                |
| Santa Fe            | San Cristóbal                  | San Cristóbal                          |
| Santa Fe            | San Javier                     | San Javier                             |
| Santa Fe            | San Jerónimo                   | Coronda                                |
| Santa Fe            | San Justo                      | San Justo                              |
| Santa Fe            | San Lorenzo                    | San Lorenzo                            |
| Santa Fe            | San Martín                     | Sastre                                 |
| Santa Fe            | Vera                           | Vera                                   |
| Santiago del Estero | Aguirre                        | Pinto                                  |
| Santiago del Estero | Alberdi                        | Campo Gallo                            |
| Santiago del Estero | Atamisqui                      | Villa Atamisqui                        |
| Santiago del Estero | Avellaneda                     | Herrera                                |
| Santiago del Estero | Banda                          | La Banda                               |
| Santiago del Estero | Belgrano                       | Bandera                                |
| Santiago del Estero | Capital                        | Santiago del Estero                    |
| Santiago del Estero | Choya                          | Frías                                  |
| Santiago del Estero | Copo                           | Monte Quemado                          |
| Santiago del Estero | Figueroa                       | La Cañada                              |
| Santiago del Estero | General Taboada                | Añatuya                                |
| Santiago del Estero | Guasayán                       | San Pedro de Guasayán                  |
| Santiago del Estero | Jiménez                        | Pozo Hondo                             |
| Santiago del Estero | Juan F. Ibarra                 | Suncho Corral                          |
| Santiago del Estero | Loreto                         | Loreto                                 |
| Santiago del Estero | Mitre                          | Villa Unión                            |
| Santiago del Estero | Moreno                         | Quimilí                                |
| Santiago del Estero | Ojo de Agua                    | Villa Ojo de Agua                      |
| Santiago del Estero | Pellegrini                     | Nueva Esperanza                        |
| Santiago del Estero | Quebrachos                     | Sumampa                                |
| Santiago del Estero | Rivadavia                      | Selva                                  |
| Santiago del Estero | Robles                         | Fernández                              |
| Santiago del Estero | Río Hondo                      | Termas de Río Hondo                    |
| Santiago del Estero | Salavina                       | Los Telares                            |
| Santiago del Estero | San Martín                     | Brea Pozo                              |
| Santiago del Estero | Sarmiento                      | Garza                                  |
| Santiago del Estero | Silípica                       | Árraga                                 |
| Tierra del Fuego    | Antártida Argentina            | Esperanza                              |
| Tierra del Fuego    | Islas del Atlántico Sur        | Puerto Argentino                       |
| Tierra del Fuego    | Río Grande                     | Río Grande                             |
| Tierra del Fuego    | Tolhuin                        | Tolhuin                                |
| Tierra del Fuego    | Ushuaia                        | Ushuaia                                |
| Tucumán             | Burruyacú                      | Burruyacú                              |
| Tucumán             | Capital                        | San Miguel de Tucumán                  |
| Tucumán             | Chicligasta                    | Concepción                             |
| Tucumán             | Cruz Alta                      | Banda del Río Salí                     |
| Tucumán             | Famaillá                       | Famaillá                               |
| Tucumán             | Graneros                       | Graneros                               |
| Tucumán             | Juan Bautista Alberdi          | Juan Bautista Alberdi                  |
| Tucumán             | La Cocha                       | La Cocha                               |
| Tucumán             | Leales                         | Bella Vista                            |
| Tucumán             | Lules                          | Lules                                  |
| Tucumán             | Monteros                       | Monteros                               |
| Tucumán             | Río Chico                      | Aguilares                              |
| Tucumán             | Simoca                         | Simoca                                 |
| Tucumán             | Tafí Viejo                     | Tafí Viejo                             |
| Tucumán             | Tafí del Valle                 | Tafí del Valle                         |
| Tucumán             | Trancas                        | Trancas                                |
| Tucumán             | Yerba Buena                    | Yerba Buena                            |